# Saíde Murade Cã
Saíde Murade Cã Zande (em persa: صیدمراد خان زند; romaniz.: Sayed Murad Khan), foi um Xá da Pérsia que reinou de 23 de janeiro de 1789 até 10 de maio de 1789. Ele foi o oitavo rei da dinastia Zande. Seu breve reinado foi durante uma luta brutal por poder que prevaleceu entre os membros da família Zande depois da morte de Carim Cã em 1779. Saíde Murade Cã foi um membro da corte de seu antecessor, Jafar Cã, na capital Zande de Xiraz. Foi aparentemente a maneira de Jafar Cã tratar Saíde Murade Cã que fez com que ele participasse de uma conspiração para derrubá-lo.
Em 1789 um grupo de indivíduos, liderados por Saíde Murade Cã, conspirou para envenenar Jafar Cã. Uma escrava foi contratada para satisfazer seus desejos. Saíde Murade Cã e seus seguidores venceram o xá enfraquecido, o matando e jogando sua cabeça na cidadela.
Depois do assassinato de Jafar Cã, Saíde Murade tornou-se o rei da Pérsia. O filho de Jafar Cã, Lotefe Ali Cã, marchou para Xiraz, onde era popular entre os cidadãos. Saíde Murade Cã ficou algum tempo na cidadela, mas depois de reinar por menos de quatro meses ele foi forçado a se render e foi executado. Lotefe Ali Cã o sucedeu em 10 de maio de 1789.